# Jigzhi
Jigzhi (en tibetano, གཅིག་སྒྲིལ ; pinyin tibetano, Jigzhi; literalmente, ‘unidad’ en chino, 久治; pinyin, Jiuzhi) es un condado bajo la administración directa de la Prefectura Golog en la Provincia de Qinghai, República Popular China. Su área es de 8279 km² y su población total para 2010 superó los 26 mil habitantes.
Se ubica en una zona de valle en las montañas Qilian a 3630 metros sobre el nivel del mar a orillas del río Huangshui, tributario del Río Amarillo. Su área total es de 8696 km²  y su población es de 26 081(2010).

## Administración
Desde 2012 el condado de Jigzhi se dividen en 1 poblado y 5 villas:
- Poblado Zhì qīngsōng duō (智青松多镇)
- Villa Báiyù xiāng (白玉乡)
- Villa Suǒhū rìmá  (索乎日麻乡)
- Villa Wasài (哇赛乡)
- Villa Waěr yī (哇尔依乡)
- Villa Méntáng (门堂乡)